# Jan Swart van Groningen
Jan Swart van Groningen (* 1500 in Groningen; † nach 1562 in Antwerpen) war ein niederländischer Maler und Holzschneider.

## Leben
Swart van Groningen soll auch unter dem Namen Jan Vredemann gearbeitet haben. 1522 arbeitete ein Jan Swart aus Groningen in Gouda, dies war aber vermutlich der Maler Jan Swart (1469–1535), der 1522 nach einem Aufenthalt in Italien zurückgekehrt war und in Gouda starb. Es könnte hier eine Vermischung beider Künstler vorzuliegen, da beide als Jan Swart van Groningen bezeichnet wurden.
Swart van Groningen ging später nach Antwerpen, wo er auch starb. Sein Werk zeigt einige Vertrautheit mit dem Stil der italienischen Hochrenaissance. Die meisten Holzschnitte in der holländischen Bibelausgabe von 1528, die in Antwerpen veröffentlicht wurde, stammen von ihm.

## Werke
Im Arenberg-Archiv, Enghien, Belgien gibt es einen kleinen Reisealtar von Jan Swart van Groningen, das einzige Bild des Künstlers, das signiert und datiert ist: Jan de Svaert alias van Groeningen mefecit A 1562, das die bisherige Forschung über den Haufen wirft. Das Triptychon zeigt in frühbarocker Manier auf der Mitteltafel eine Kreuzigung (Kruzifix nach einem Stich von Giulio Bonasone) mit Maria und Johannes. Auf den Seitentafeln sind links der Stifter Francisco de Verdugo mit einer nach einer von Federico Barocci nachempfundenen Figurenkomposition des hl. Franziskus und auf dem rechten Flügel die Gemahlin des Francisco Dorothe von Mansfeld mit einer hl. Dorothea dargestellt. Auf der Rückseite der Mitteltafel findet sich die Signatur und auf den rückseitigen Seitentafeln die Familienwappen der Stifter.
Weitere Werke
Swart van Groningen werden etwa 20 Gemälde und über 100 Holzschnitte zugeordnet, darunter
- Kassandra beklagt den Untergang von Troja, um 1550[5]
- Garten der Freiheit,[6]
- Der Triumph des Todes,[7]
- Ausschüttung des Heiligen Geistes , 1533
- Gefangennahme Jesu, Feder und Pinsel